# Sweatsuit
Sweatsuit es un álbum lanzado en 2011 por el rapero Nelly solo en Estados Unidos que contiene canciones de los álbumes Sweat y Suit. También incluye tres nuevas canciones como el sencillo #1 en Hot 100 "Grillz".

## Lista de canciones
1. "Play It Off" (con Pharrell)
2. "My Place" (con Jaheim)
3. "Over & Over" (con Tim McGraw)
4. "Flap Your Wings"
5. "Pretty Toes" (con Jazze Pha & T.I.)
6. "She Don't Know My Name" (con Snoop Dogg & Ron Isley)
7. "Nobody Knows" (con Anthony Hamilton)
8. "Heart Of A Champion" (con Lincoln University Vocal Ensemble)
9. "Na-Nana-Na" (con Jazze Pha)
10. "Getcha Getcha" (con Murphy Lee, Kyjuan & Ali)
11. "River Don't Runnn"
12. "Playa" (con Mobb Deep & Missy Elliott)
13. "N Dey Say"
14. "Fly Away"
15. "Grillz" (con Paul Wall, Ali & Big Gipp)
16. "Tired" (con Avery Storm)
17. "Nasty Girl" (Notorious B.I.G. con Diddy, Nelly, Jagged Edge & Avery Storm)

- Datos: Q2566370